# Le Maître de poste (film, 1940)
Pour les articles homonymes, voir Le Maître de poste.
Le Maître de poste (Der Postmeister) est un film allemand réalisé par Gustav Ucicky, sorti en 1940.

## Synopsis
L'histoire se passe quelque part dans une province de Russie. Dans une grande solitude, un maître de poste dirige un relais de poste. C'est là qu'il vit avec sa fille, la belle Dounia. Un jour le capitaine de cavalerie Minsky fait halte à cet endroit et parle sur un ton émerveillé de Saint-Pétersbourg. Il faut absolument que Dounia vienne dans la ville du tsar. Elle tombe amoureuse de cet homme qui présente si bien et l'accompagne à Saint-Pétersbourg, convaincue qu'elle va se marier avec lui. Mais, une fois là, il n'est pas question de mariage et Dounia se noie dans cette grande ville : elle s'établit comme courtisane. Seul le jeune Mitia l'aime d'un amour honnête. Quand le vieux maître de poste reçoit des nouvelles sur la vie débauchée de sa fille, il se met en route pour Saint-Pétersbourg. Si la rumeur est exacte, il a l'intention de tuer sa fille et le capitaine de cavalerie avec elle. Bien qu'au fond d'elle-même elle préférerait être avec Mitia, Dounia persuade le capitaine de cavalerie Minsky de faire semblant d'être marié avec elle devant son père. Cette comédie convainc le maître de poste qui repart tranquillement, accompagné de Mitia qui rompt avec Dounia. Complètement seule, et déçue de sa propre vie, elle se suicide.

## Arrière-plan
Le film fut réalisé en Autriche en 1939/1940 et la première eut lieu le 25 avril 1940. Après le début de la guerre contre l'Union soviétique, au début de l'été 1941, le film cessa d'être projeté dans les cinémas du fait que, selon le ministère de la propagande de Goebbels, il montrait une image trop favorable de la population russe, désormais considérée comme ennemie.

## Critiques
- Lexikon des internationalen Films : photographié et mis en scène à la perfection - avec Heinrich George en tant que maître de poste, dans ce qui est sans doute son meilleur rôle au cinéma.
- Le metteur en scène Jürgen Fehling à propos de l'interprétation de Heinrich Georges comme maître de poste : … en maître de poste il a dansé comme un [...] éléphant mozartien [...] un bloc de granit dont s'échappent des larmes de diamant [...] avec un degré d'imagination, qu'en cent ans Dieu ne donne que de rares fois à un acteur.

## Fiche technique
- Titre : Le Maître de poste
- Titre original : Der Postmeister
- Réalisation : Gustav Ucicky
- Scénario : Gerhard Menzel d'après la nouvelle éponyme d'Alexandre Pouchkine
- Production : Karl Hartl, Erich von Neusser
- Musique : Willy Schmidt-Gentner
- Photographie : Hans Schneeberger
- Montage : Rudolf Schaad
- Décors : Kurt Herlth et Werner Schlichting
- Costumes : Alfred Kunz
- Pays d'origine : Allemagne
- Format : Noir et blanc - 1,37:1 - Mono
- Genre : Drame
- Durée : 95 minutes
- Date de sortie : 1940

## Distribution
- Heinrich George : Der Postmeister
- Hilde Krahl : Dunja
- Siegfried Breuer : Rittmeister Minskij
- Hans Holt : Fähnrich Mitja
- Ruth Hellberg : Elisawetha
- Margit Symo : Mascha

## Distinctions
- Coupe Mussolini du meilleur film étranger.